# سیارک ۱۰۴۲۵
سیارک ۱۰۴۲۵ (به انگلیسی: 10425 Landfermann، نامگذاری:1999BE6) ده هزار و چهارصد و بیست و پنجمین سیارک کشف شده‌است که در ۲۰ ژانویه ۱۹۹۹ کشف شد.
قدر مطلق سیارک برابر ۱۴٫۵۰ است.